# Survivalism
Pour les articles homonymes, voir Survivalisme.
Singles de Nine Inch Nails
Every Day Is Exactly the Same
(2006) Capital G
(2007)
Survivalism est un single de metal industriel du groupe Nine Inch Nails sorti en 2007.